# Friedrich Christoph Kölpin
Friedrich Christoph Kölpin (auch: Fridericus Christophorus Kölpin) (* um 1750 in Uetersen, Holstein; † um 1820) war ein deutsch-dänischer Arzt und Autor.

## Leben
Kölpin war das älteste von sieben Kindern des Uetersener Zollverwalters Titus Kölpin. Er besuchte die Schule des Klosters Uetersen unter dem Rektor und Diakon Johann Christoph Wiese. Sein Neffe war Alexander Kölpin, ein deutscher Chirurg und Hochschullehrer in Dänemark-Norwegen. Kölpin studierte ab 1778 die Heilkunde in Kopenhagen und war ab 1789 Königlich Dänischer Oberschiffschirurg. 1793 tätigte er seinen Dienst als Königlich Preußischer Feldarzt bei der Preußischen Armee am Rhein. Später ließ er sich als Arzt in Stettin nieder und war darauffolgend als Chirurg in Kopenhagen tätig. Als Autor veröffentlichte Kölpin in verschiedenen Fachzeitschriften Abhandlungen und Beobachtungen von verschiedenen Heilungen am menschlichen Körper.

## Werke
- Beobachtungen von Zerreissung der Achillissehne; verteidigt unter Callisen's Vorsitz d. 13. Mai in der chirurg. Soc. Copenhagen (Johann Rudolf Thiele, 1778)
- Heilungsgeschichte von einer beträchtlichen, in Vereiterung übergegangenen Hals-Drüsengeschwulst; verteidigt unter Callisen's Vorsitz d. 12. Jan. in der chir. Soc. Copenhagen (1781)
- Heilungsgeschichte eines Gliedschwammes; verteidigt unter Callisen's Vorsitz d. 9. Mai. in der chir. Soc. Copenhagen (1781)
- Ueber die Einrichtung des Medicinalwesens auf Schiffsflotten und namentlich auf der Dänischen Flotte im Jahre 1789 (1793)